# Найл Роджърс
Найл Грегъри Роджърс-младши (на английски: Nile Gregory Rodgers Jr.; роден на 19 септември в Ню Йорк) е американски музикант, композитор, занимаващ се с аранжиране и обработване на музикални произведения, добър китарист, считан за един от най-силно въздействащите образи сред музикалните продуценти в историята на популярната музика. Той е включен в Залата на славата на рокендрола, носител е на три награди Грами и е председател на Залата на славата за автори на песни.

## Биография
Роджърс започва своята кариера като китарист в Ню Йорк, свирейки с бандата Сийсъм Стрийт (Sesame Street band) през тийнейджърските си години. Скоро след това започва да работи в хаус бандата в обновения театър „Аполо“ в Харлем, който е давал сцена за изява на Арета Франклин, Бен Кинг, Нанси Уилсън и Парламент Фънкаделик.

### През седемдесетте
Найл среща басиста Бернард Едуардс през 1970 година. Бързо формират рок бандата The Boys (по-късно нашумяла като Big Apple Band). Въпреки многото участия на формацията из Ню Йорк, те не съумяват да получат предложение за договор и звукозапис, тъй като са тъмнокожи по произход – дискриминацията на епохата, която не признава свиренето на рок музика от чернокожи изпълнители.

### Появата на „Шик“'
Опитът на Найл, в допълнение към неговия образ на активист и дейна персона на епохата, му дават повод да вземе активно участие в Партитата на Черната Пантера в Ню Йорк. Документалният филм „Публичен враг“ съдържа истории и интервюта с Роджърс за тези периоди. Бивайки от хората, които не се отказват лесно от музикалните си мечти, през 1977 г. Роджърс и Едуардс се обединяват с Тони Томпсън, формирайки диско ритъм енд блус бандата „Шик“. Формацията набързо прави голям брой хитове, попадащи в десетката на класациите. Бандата спомага за придвижването на диско музиката към нови славни стойности на популярност. Техни песни като „Everybody Dance“, „Le Freak“ и „Good Times“ са сред най-семплираните песни на ритъм енд блус (R&B) ерата от края на седемдесетте и самото начало на осемдесетте години.
Успехът на първия сингъл на „Шик“ провокира интерес от страна на звукозаписната компания, която го е издала и „Атлантик рекърдс“ оферират Найл Роджърс и Едуардс с възможността да продуцират живо участие за някое от турнетата на компанията. Роджърс и Едуардс оправдават оказаното доверие с избора на бандата Sister Sledge, редом с която постигат много успехи. За 1978 година това е песента „Ние сме семейство“ (We Are Family), която достига трето место и присъства в касациите на следващата 1979 година. Двата първи сингли „He's The Greatest Dancer“ и заглавието са успешни, и двете стигнали до номер 1 на ритъм енд блус чартовете и номер 6 и 2 респективно на поп класацията. Матрицата или шаблонът на семпъла, на който е базирано изданието, е семплирана от Уил Смит през 1998 година („Gettin' Jiggy Wit It“).

### Осемдесетте
През 1980 година бандата продуцира албума „Diana“ за Даяна Рос, създавайки супер хитовете Upside Down и I'm Coming Out (очертал се като най-продаваният албум на Даяна). Заедно те продуцират и албума King of the World за Sheila и B. Devotion, където е включен мега хитът на „Шик“ – Spacer.
През 1981 г. Деби Хари работи едновременно с Роджърс и Едуардс върху албума „Koo Koo“.
През 1983 г. те продуцират звукозаписа на албума на Дейвид Бауи – Let's Dance (най-продаваният албум на Бауи към този момент) с редица хит сингли, а през 1984 продуцират албума на Мадона – Like a Virgin.

### 2010
През месец януари 2011 Роджърс съобщава на своята интернет страница, че се бори с тежката диагноза рак, която му е била поставена през октомври 2010 г.

## Дискография

### Chic
- Chic (1977)
- C'est Chic (1978), which includes his signature extended solo on „Savoir Faire“
- Risqué (1979)
- Real People (1980)
- Take It Off (1981)
- Soup For One (soundtrack, Chic/various artists) (1982)
- Tongue in Chic (1982)
- Believer (1983)
- Chic-Ism (1992)
- Live at the Budokan (1999)

### Соло продукция
- Adventures in the Land of the Good Groove (1983)
- B-Movie Matinee (1985)
- Out Loud (1987)
- Chic Freak and More Treats (1996)

### Официални издания (partial)
- Norma Jean, Norma Jean Wright (1978)
- We Are Family, Sister Sledge (1979)
- King of the World, Sheila B. Devotion (1980)
- Love Somebody Today, Sister Sledge (1980)
- diana, Diana Ross (1980)
- I Love My Lady, Johnny Mathis (1981) UNRELEASED
- Koo Koo, Debbie Harry (1981)
- unknown title, Fonzi Thornton (1982) UNRELEASED
- Let's Dance, David Bowie (1983)
- Situation X, Michael Gregory (1983)
- „Invitation To Dance“, Kim Carnes (1983)
- Trash It Up, Southside Johnny & The Asbury Jukes (1983)
- „Original Sin“, INXS (1984)
- Like a Virgin, Мадона (1984)
- „The Reflex“, „The Wild Boys“, Duran Duran (1984)
- Flash, Jeff Beck (1985)
- She's The Boss, Mick Jagger (1985)
- Here's to Future Days, Thompson Twins, (1985)
- Do You, Sheena Easton (1985)
- When The Boys Meet The Girls, Sister Sledge (1985)
- Home of the Brave, Laurie Anderson (1986)
- Notorious, Duran Duran (1986)
- Inside Story, Grace Jones (1986)
- Inside Out, Philip Bailey (1986)
- L Is For Lover, Al Jarreau (1986)
- „Moonlighting Theme“, Al Jarreau (1987)
- „Route 66“ [Nile Rodgers Mix], Depeche Mode (1987)
- Cosmic Thing, The B-52's (1989)
- Slam, Dan Reed Network (1989)
- Decade: Greatest Hits, Duran Duran (1989)
- So Happy, Eddie Murphy (1989)
- Workin' Overtime, Diana Ross (1989)
- Family Style, Vaughan Brothers (1990)
- Move To This, Cathy Dennis (1990)
- The Heat, Dan Reed Network (1991)
- „Real Cool World“, David Bowie (1992)
- Good Stuff, The B-52's (1992)
- Black Tie White Noise, David Bowie (1993)
- Your Filthy Little Mouth, David Lee Roth (1994)
- Azabache, Marta Sánchez (1997)
- Us, Taja Sevelle (1997)
- Samantha Cole, Samantha Cole (1997)
- On And On, All-4-One (1998)
- Everything is Cool, SMAP (Japan) (1998)
- Su Theme Song, SMAP (Japan) (1998)
- Just Me, Tina Arena (2001)
- Dellali, Cheb Mami (2001)
- „We Are Family“, Nile Rodgers All Stars (We Are Family Foundation) (2001)
- Only A Woman Like You, Michael Bolton	(2002)
- Shady Satin Drug, Soul Decision (2004)
- Astronaut, Duran Duran (2004)
- Evolution, MorissonPoe (2007)

### Саундтрак лист
- Soup For One (1982)
- Alphabet City (1984)
- Coming to America (1988)
- Earth Girls Are Easy (1989)
- White Hot (1989)
- Beverly Hills Cop III (1994)
- Blue Chips (1994)
- Public Enemy (1999)
- Rise of Nations (2003) Game
- Halo 2 (2004) Game
- Perfect Dark Zero (2005) Game
- Halo 3 Soundtrack (2007) Game

## Препратки към биографични трудове
- Everybody Dance: Chic and the Politics of Disco Архив на оригинала от 2008-10-09 в Wayback Machine., book by Daryl Easlea, Helter Skelter Publishing (24 Oct 2004), ISBN 1-900924-56-0.